# バランシーンステークス
バランシーンステークス（Balanchine Stakes）は、1994年のカルティエ賞最優秀3歳牝馬を受賞したバランシーンを記念して行なわれている競馬の競走である。
バランシーンの馬主であったドバイ王族によって創設されたドバイの競走と、バランシーンが勝ったアイルランドダービーを開催するアイルランドのカラ競馬場で行われる競走がある。
本項ではその両方を概説する。

## ドバイ・バランシーンステークス
バランシーンステークス (Balanchine Stakes) はドバイレーシングクラブがメイダン競馬場の芝1800メートルで施行する競馬の国際競走である。
2004年に創設され、2009年にG3に格付けされた。2013年現在の格付けはG2。
ドバイレーシングカーニバルに指定されている。

### 歴史
- 2004年 - 準重賞競走として創設。
- 2005年 - ムーンダズルが優勝し、UAE調教馬以外の外国馬が初勝利。
- 2009年 - G3に昇格。
- 2011年 - G2に昇格。

### 歴代優勝馬
※馬齢は北半球の基準で表記。
| 回     | 施行日        | 調教国・優勝馬     | 日本語読み           | 性齢 | タイム  | 優勝騎手         | 管理調教師                |
| ------ | ------------- | ------------------ | -------------------- | ---- | ------- | ---------------- | ------------------------- |
| 第1回  | 2004年3月11日 | Gonfilia           | ゴンフィリア         | 牝4  | 1:48.70 | L.デットーリ     | S.ビン・スルール          |
| 第2回  | 2005年2月25日 | Moon Dazzle        | ムーンダズル         | 牝4  | 1:49.80 | J.ジェローディス | M.デ・コック              |
| 第3回  | 2006年2月24日 | Irridescence       | イリデセンス         | 牝5  | 1:52.17 | W.マーウィング   | M.デ・コック              |
| 第4回  | 2007年2月23日 | Royal Alchemist    | ロイヤルアルケミスト | 牝5  | 1:49.13 | K.マカヴォイ     | I.モハメド                |
| 第5回  | 2008年2月23日 | Sun Classique      | サンクラシーク       | 牝5  | 1:52.23 | K.シーア         | M.デ・コック              |
| 第6回  | 2009年2月20日 | My Central         | マイセントラル       | 牝5  | 1:51.09 | J.ムルタ         | H.ブラウン                |
| 第7回  | 2010年2月25日 | Deem               | ディーム             | 牝5  | 1:53.93 | O.ペリエ         | J.バートン                |
| 第8回  | 2011年2月18日 | River Jetez        | リヴァーイェツェツ   | 牝8  | 1:48.79 | C.スミヨン       | M.デ・コック              |
| 第9回  | 2012年2月17日 | Mahbooba           | マーブーバ           | 牝5  | 1:50.27 | C.スミヨン       | M.デ・コック              |
| 第10回 | 2013年2月21日 | Sajjhaa            | サッジャー           | 牝6  | 1:48:58 | S.デ・ソウザ     | S.ビン・スルール          |
| 第11回 | 2014年2月20日 | L'Amour De Ma Vie  | ラムードゥマヴィ     | 牝5  | 1:50.55 | M.ギュイヨン     | M.P.ブロント              |
| 第12回 | 2015年2月19日 | Cladocera          | クラドセラ           | 牝4  | 1:50.74 | C.スミヨン       | A.ドゥ・ロワイエ=デュプレ |
| 第13回 | 2016年3月3日  | Very Special       | ベリースペシャル     | 牝4  | 1:48.85 | J.ドイル         | S.ビン・スルール          |
| 第14回 | 2017年2月16日 | Opal Tiara         | オパールティアラ     | 牝4  | 1:49.72 | O.マーフィー     | M.シャノン                |
| 第15回 | 2018年2月17日 | Promising Run      | プロミッシングラン   | 牝5  | 1:49.79 | P.コスグレイヴ   | S.ビン・スルール          |
| 第16回 | 2019年2月14日 | Poetic Charm       | ポエティックチャーム | 牝4  | 1:49.60 | W.ビュイック     | C.アップルビー            |
| 第17回 | 2020年2月13日 | Magic Lily         | マジックリリー       | 牝5  | 1:47.65 | W.ビュイック     | C.アップルビー            |
| 第18回 | 2021年2月18日 | Summer Romance     | サマーロマンス       | 牝4  | 1:48.47 | J.ドイル         | C.アップルビー            |
| 第19回 | 2022年2月4日  | Creative flair     | クリエイティブフレア | 牝4  | 1:47.99 | W.ビュイック     | C.アップルビー            |
| 第20回 | 2023年2月24日 | With The Moonlight | ウィズザムーンライト | 牝4  | 1:49.47 | W.ビュイック     | C.アップルビー            |
| 第21回 | 2024年2月23日 | English Rose       | イングリッシュローズ | 牝4  | 1:47.64 | M.バルザローナ   | C.アップルビー            |
| 第22回 | 2025年2月21日 | Choisya            | ショワジャ           | 牝5  | 1:48.78 | M.バルザローナ   | S & E.クリスフォード      |

## アイルランド・バランシーンステークス

### 概要
2005年に、バランシーンの名を冠した2歳牝馬の準重賞「バランシーンステークス（Balanchine Stakes）」としてカラ競馬場で創設された。創設当初は7ハロンで行われた。
この後、何度か距離や競走名の変更があったが、2011年にG3格付けを得た。2019年よりG2に昇格する。
2013年現在、カラ競馬場の「アイルランドダービー・フェスティバル開催」の最終日に行なわれている。
スポンサーの変遷にともなって、開催上は「バリオーガンスタッドステークス」や「グランジコンスタッドステークス」と表記されることもあるが、IFHA（国際競馬統括機関連盟）の取り決めでは、これらは全て「バランシーンステークス」と記録されることになっている。（スポンサーと競走名について節参照）

### 沿革
- 1994年 - バランシーンがアイルランドダービーに優勝。
- 2005年 - 準重賞（LR）バランシーンステークス（Balanchine Stakes）創設。カラ競馬場7ハロン[14]。
- 2007年 - 6ハロンに短縮。競走名をサオアールステークス（Saoire Stakes）に改称。サオアールは2005年のアイルランド1000ギニーの優勝馬。
- 2009年 - バランシーンステークスに改称。バリオーガンスタッド（Ballygallon Stud）がスポンサーとなり、バリオーガンスタッドステークスとも呼称される（スポンサーと競走名について節参照）。
- 2011年 - G3格付。グランジコンスタッド（Grangecon Stud）がスポンサーとなり、グランジコンスタッドステークスとも呼称される（スポンサーと競走名について節参照）。
- 2019年 - G2昇格。

#### スポンサーと競走名について
日本と違い、各地の競売場や競馬会が独自の財源で競馬を主催する国々では、競馬場、開催、競走ごとに賞金などを出資するスポンサーがつく。これにより競走の名称には、多くの場合スポンサー名が冠されたり、時にはスポンサー名自体が競走名となる。スポンサー契約は短い場合には1年（1回）限りであるので、同じ競走でも毎年スポンサーが変わり、毎年競走名が変わるということがある。
これは後年に記録を参照する場合に不便であるため、実際の開催時に公称される競走名と、血統書などに記録される競走名が使い分けられることがある。
本競走もその一例で、Blue Square社がスポンサー時期は「Blue Square Balanchine Stakes」というのが開催時の名称である。通常、血統書や成績書の記録には単に「Balanchine Stakes」と表記される。2009年にバリオーガンスタッドがスポンサーになった時には、開催上は「バリオーガンスタッドステークス（Ballygallon Stud Stakes）」として施行されるが、記録としては「バランシーンステークス（Balanchine Stakes）」となる。2013年現在はグランジコンスタッドがスポンサーで、グランジコンスタッドステークス（Grangecon Stud Stakes）として行われるが、記録は「バランシーンステークス（Balanchine Stakes）」となる。JRAでは同競走を“グランジコンスタッドステークス
（G2、通称バランシーンステークス）”と紹介している。

### 歴代優勝馬
| 年   | 格付 | 距離 | メートル換算 | 優勝馬           | 備考                                            |
| ---- | ---- | ---- | ------------ | ---------------- | ----------------------------------------------- |
| 2005 | LR   | 7f   | 1408         | Sahara Princess  |                                                 |
| 2006 | LR   | 7f   | 1408         | Gaudeamus        |                                                 |
| 2007 | LR   | 6f   | 1207         | Listen           |                                                 |
| 2008 | LR   | 6f   | 1207         | Shimah           |                                                 |
| 2009 | LR   | 6f   | 1207         | Long Lashes      | 別名バリオーガンスタッドS（Ballygallon Stud S） |
| 2010 | LR   | 6f   | 1207         | Seeharn          |                                                 |
| 2011 | G3   | 6f   | 1207         | Experience       | 別名グランジコンスタッドS（Grangecon Stud S）   |
| 2012 | G3   | 6f   | 1207         | Sendmylovetorose |                                                 |
| 2013 | G3   | 6f   | 1207         | Bye Bye Birdie   |                                                 |
| 2014 | G3   | 6f   | 1207         | I Am Beautiful   |                                                 |
| 2015 | G3   | 6f   | 1207         | Most Beautiful   |                                                 |
| 2016 | G3   | 6f   | 1207         | Roly Poly        |                                                 |
| 2017 | G3   | 6f   | 1207         | Clemmie          |                                                 |
| 2018 | G3   | 6f   | 1207         | So Perfect       |                                                 |
| 2019 | G2   | 6f   | 1207         | Albigna          |                                                 |
| 2020 | G2   | 6f   | 1207         | Aloha Star       |                                                 |
| 2021 | G2   | 6f   | 1207         | Velocidad        |                                                 |
| 2022 | G2   | 6f   | 1207         | Statuette        |                                                 |
| 2023 | G2   | 6f   | 1207         | Matrika          |                                                 |
| 2024 | G2   | 6f   | 1207         | Truly Enchanting |                                                 |
| 2025 | G2   | 6f   | 1207         | Beautify         |                                                 |